# Gabara mediofasciata
Gabara mediofasciata là một loài bướm đêm trong họ Erebidae.